# Parapexopsis cephalotes
Parapexopsis cephalotes är en tvåvingeart som beskrevs av Louis-Paul Mesnil 1953. Parapexopsis cephalotes ingår i släktet Parapexopsis och familjen parasitflugor. Inga underarter finns listade i Catalogue of Life.